# Чернь (приток Зуши)
Чернь — река в России, протекает в Тульской и Орловской областях, правый приток Зуши. Длина реки — 100 км, площадь её водосборного бассейна — 1190 км².
Пересекает трассу М2 в посёлке Чернь.

### Притоки (км от устья)
- 27 км: река Студенец (Студенка) (лв)
- 35 км: река Розка (лв)
- 58 км: река Уготь (лв)

## Исторические упоминания
Река Чернь упоминается в описаниях составленной в Разрядном приказе «Книги Большому Чертежу» первой половины XVII века (протограф 1627 года). Она вытекает из обширного историко-географического региона — Куликова поля, пересекаемого с севера на юг Муравским шляхом.
А ниже Мценска пала в Зушу 15 верст речка Снежеть, а вытекла речка Снежеть из Куликова поля, из под Новосильские дороги, что лежит дорога с Ливен и из Новосили на старую Кропивну, от Черни верст з 12.

В реку ж Зушу, выше Мецны с версту, пала речка Чернь; а в Чернь пала речка Ростна; а Чернь вытекла из под Новосильскои дороги, выше города Черни верст с 8.

А Ростна вытекла из под Муравские дороги через Новосильскую лесную дорогу.

А на речке на Черни город Чернь от Мценска 30 верст, а от старые Кропивны 40 верст, а от новые верст с 50 и больши.

## Данные водного реестра
По данным государственного водного реестра России относится к Окскому бассейновому округу, водохозяйственный участок реки — Ока от города Орёл до города Белёв, речной подбассейн реки — бассейны притоков Оки до впадения Мокши. Речной бассейн реки — Ока.
По данным геоинформационной системы водохозяйственного районирования территории РФ, подготовленной Федеральным агентством водных ресурсов:
- Код водного объекта в государственном водном реестре — 09010100212110000018384
- Код по гидрологической изученности (ГИ) — 110001838
- Код бассейна — 09.01.01.002
- Номер тома по ГИ — 10
- Выпуск по ГИ — 0